# Cmentarze przykościelne w Płocku
Cmentarze przykościelne w Płocku – do połowy XVIII wieku grzebano zmarłych w obrębie tak zwanych cmentarzy przykościelnych. 
W Płocku było ich wiele:
- Maleńki cmentarzyk nieopodal katedry. Był tak usytuowany, by nie przeszkadzał we wjeździe do zamku. Zmarłych chowano także wewnątrz katedry, jednakże w 1542 roku kapituła zakazała murowania grobów w podziemiach, zezwalając jedynie na pochówki dobroczyńców i duchownych w drewnianych trumnach.

- Cmentarz istniał także przy kościele farnym św. Bartłomieja. W 1618 roku był częściowo otoczony murem, a w 1733 roku ogrodzenie istniało zewsząd, natomiast od strony Wisły zachowała się brama z napisem: Bóg widzi, czas ucieka, śmierć goni, wieczność czeka. Wewnątrz świątyni do dziś znajduje się kilka tablic epitafijnych. W 1864 roku zmniejszono powierzchnię cmentarza oddając jego część na poszerzenie ulic.

- Kościół św. Jana posiadał cmentarz przed frontem świątyni. Otoczono go murem w 1848 roku, a w trzy lata później wzniesiono na jego środku krzyż fundacji Jakuba i Michała Ambroziewiczów. W kościele znajduje się kilka epitafików.

- Kościół św. Trójcy – podominikański, istniejący przy nim cmentarz pod koniec XVIII wieku był otoczony częściowo parkanem, a częściowo budynkami. Z przekazów wynika, że w święto patrona świątyni, odbywały się na cmentarzu procesje.

- Kościół św. Wojciecha niewątpliwie służył jako miejsce pochówków, gdyż w 1903 roku odkryto w jego podziemiach zbiorowy grób zakonników. Z zachowanego napisu wynikało, że gdy opuszczali ten klasztor ojcowie benedyktyni, ojców swoich kości, oczekujących na dzień sądu ostatecznego złożyli w tym grobie. P. R. 17...6 września.

- Kościół św. Dominika kryje w swoich podziemiach szczątki dobrodziejów i członków zgromadzenia. We wnętrzu kościoła nie istnieją nagrobki, gdyż prawdopodobnie zostały zniszczone w kolejnych przebudowach lub przez protestantów, którzy przekształcili go w 1805 roku na zbór. Cmentarz zamieniono natomiast na ogród owocowy. W obrębie ogrodu istniały kapliczki do odprawiania procesji w Boże Ciało, ostatnią z nich zniszczono w 1912 roku.

- Kolejny cmentarz istniał przy Kościele św. Leonarda i Katarzyny. W 1618 roku był otoczony murem z cegły, w którym znajdowała się brama z drewnianą kratą. Podczas prac budowlanych na placu Obrońców Warszawy natrafiono na ślady tego cmentarza.

- Prace wykopaliskowe prowadzone na osiedlu Podolszyce w latach osiemdziesiątych, potwierdziły istnienie na tym obszarze (ul. Czwartaków) niewielkiego wczesnośredniowiecznego cmentarza. Z artykułu Tomasza Kordali Cmentarzysko z XI - XII wieku w Płocku-Podolszycach („Rocznik Muzeum Mazowieckiego” w Płocku, nr 15) wynika, że cmentarzysko podolszyckie uzupełniło nikłą znajomość wczesnośredniowiecznego obrządku pogrzebowego na terenie samego miasta w jego obecnych granicach. Cmentarzysko jest obiektem, na którym zaobserwować można powolną chrystianizację obiektów grzebalnych w zakresie całego cmentarza. W grobach ujawniono także rzadką i wręcz unikalną broń białą.

- Kolejny cmentarz o metryce wczesnośredniowiecznej został przypadkowo odkryty w 2016 w okolicy kamienicy przy ul. 1 Maja, dawnej siedziby UB, a także na działce  położonej na tyłach Urzędu Stanu Cywilnego. Prawdopodobnie znajdował się w pobliżu znanego z przekazów kościoła św. Idziego. Obiekt ten badany jest przez archeologów z Muzeum Mazowieckiego[1].

- Niemcy w 1940 roku zniszczyli stary stary cmentarz żydowski przy ul. 3 Maja (teren parku Liceum Ogólnokształcące im. Władysława Jagiełły).